# Matonge

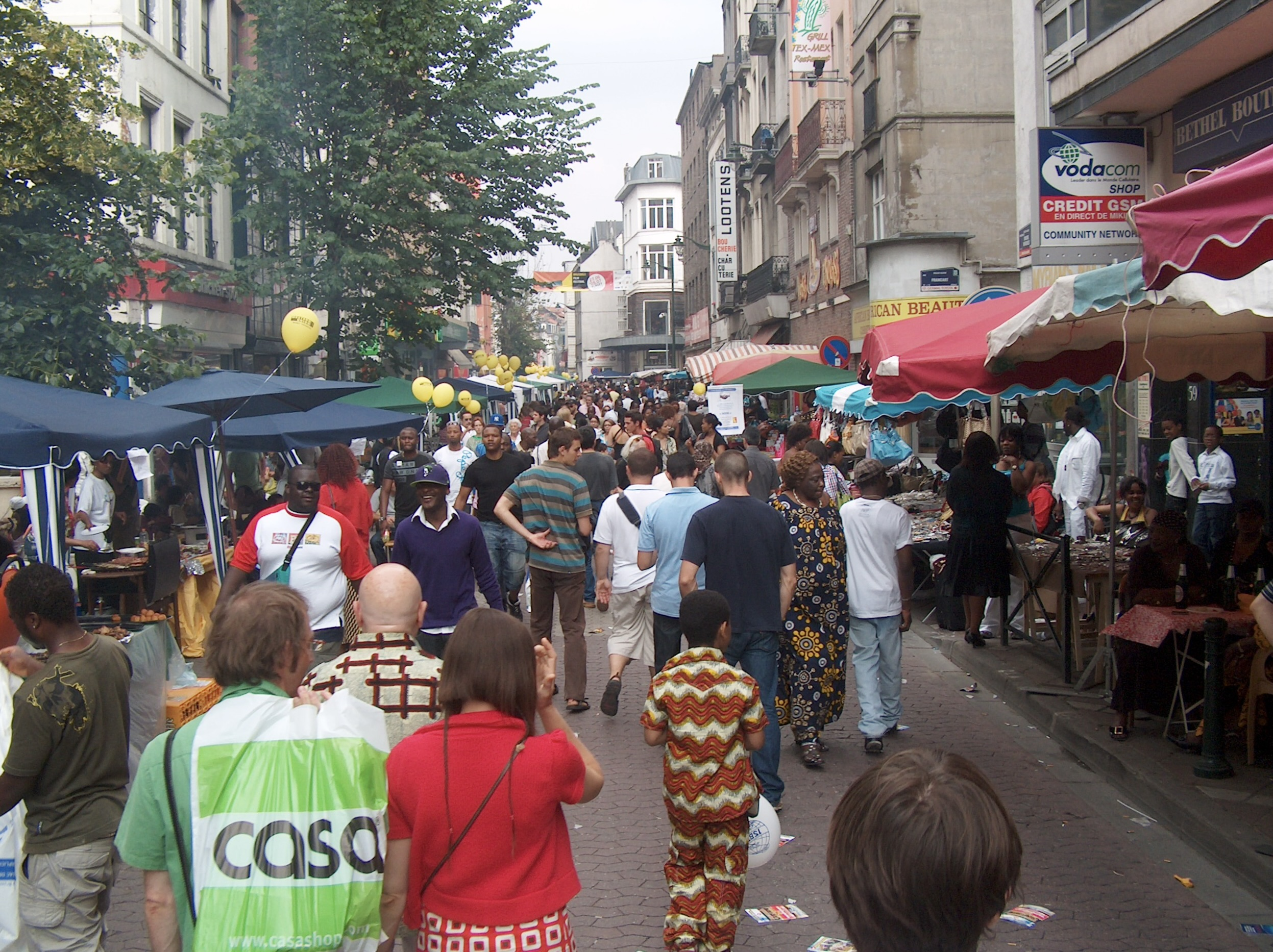
Bild från gatufesten Matonge en Couleurs 2009

Matonge, även Matongé, är en del av Brysselkommunen Ixelles som ligger strax utanför Bryssels innerstad, nära Porte de Namur. Den har fått sitt namn av marknadsplatsen i Demokratiska republiken Kongo med samma namn.
Matonge skapades av Maisaf (Maison Africaine, "African House") i slutet av 1950-talet. Maisaf var ett centrum för studenter från Belgiska Kongo (nuvarande Kongo-Kinshasa). Efter Kongos frihetskrig emigrerade många kongoleser och slog sig ner i Matonge. Under 1960- och 1970-talen kom diplomater, studenter och flyktingar att mötas i stadsdelen, och afrikaner från andra delar av Afrika flyttade också dit från bland annat Rwanda, Burundi, Mali, Kamerun och Senegal. 
Området är idag mycket präglat av sin befolkningssammansättning; längs Galerie d'Ixelles och Galerie de la Porte de Namur finner man idag främst afrikanska mataffärer och grossister. Över 45 nationaliteter finns i området, de allra flesta med rötterna i Afrika. I början av 2000-talet var stadsdelen drabbad av gatuvåld, och våldsmännen var främst tidigare barnsoldater från Kongo. Idag har emellertid utökad polisnärvaro satt stopp för den utvecklingen.